# سد قصرین
سد قصرین (به عربی: سد القصرین) یک منطقهٔ مسکونی در تونس است که در استان قصرین واقع شده‌است.